# Andrea Celesti
Andrea Celesti (n. 1637, Veneția, Republica Veneția – d. 1712, Toscolano Maderno, Lombardia, Italia) a fost un pictor italian din perioada barocului, care a lucrat la Veneția. Stilul său a gravitat de-a lungul anilor de la o greutate turgescentă și academică la o tușă mai ușoară și mai lejeră.

## Biografie
Celesti s-a născut la Veneția și este înmormântat la Toscolano.
S-a pregătit mai întâi cu Matteo Ponzoni, apoi cu Sebastiano Mazzoni⁠(d). În timpul primilor săi ani de picură (1659–1669) a lucrat la Veneția, atât la diverse lucrări pentru Palatul Dogilor, cât și la fresce pentru salonul principal al Palazzo Erizzo. În 1676, a fost pictat portretul dogelui Nicolò Sagredo⁠(d) pentru Sala dello Scrutinio din Palatul Ducal. Pentru același loc, în 1680, a pictat tabloul Moise distruge vițelul de aur. În 1681, a primit titlul de Cavalieri din partea dogelui Alvise Contarini. În 1684, a ajutat la decorarea San Zaccaria. Unele surse susțin că s-a alăturat unui „collegio” pentru pictori venețieni în 1687; poate că acest lucru reflectă faptul că, în 1708, s-a alăturat Fraglia sau breasla pictorilor venețieni.
Legenda spune că Celesti, după o expoziție publică anuală în piața San Marco, a trebuit să fugă din Veneția când l-a înfuriat pe dogele Contarini, când l-a prezentat pe doge cu urechi de măgar. A fost apoi protejat de viitorul său patron Scipione Delaj și s-a mutat în interiorul țării. În jurul anului 1685, după câteva picturi la Rovigo, a înființat un atelier în Brescia.
Pentru familia Delaj, începând cu anul 1688, Celesti și atelierul său au început să picteze o serie de pânze religioase pentru Catedrala Petru și Pavel din Toscolano, pe malul lacului Garda. Printre pânzele inițiale se numărau Vocația lui Pavel și Andrei, Sfântul Pavel eliberat din închisoare, Moartea lui Simon Magul, Cheile date Sfântului Petru, Mucenicia Sfinților, Miraculosul pescaj al peștilor, Sfântul Petru vindecă bolnavii. A pictat pânzele prezbiteriului, printre car Buna Vestire, Adorarea magilor și Adorarea păstorilor. În 1700, s-a întors la Toscolano pentru a picta Masacrul inocenților pentru spațiul din spatele fațadei. În 1708, s-a întors pentru a picta pentru cor, Evangheliști în lunete și o Înălțare a Euharistiei.
De asemenea, a pictat pânze pentru biserica din Limone, pentru sanctuarul Montecastello din Tignale și pentru bisericile San Francesco și San Martino din Gargnano. Probabil că a contribuit la picturile realizate de colaboratorul său Alessandro Campo pentru Villa Bettoni din Gargnano.
În 1689 a decorat o cameră din palatul Delay. În 1696, la Treviso, Celesti a pictat Judecata finală și Moartea lui Simon Magul. În Castelul San Giusto din Trieste, i se atribuie o mare pictură pe tavan cu Alegoria Veneției. În alte lucrări, a pictat altare la Lonato (1690–93 și Desenzano). În 1700, Celesti s-a întors la Veneția, unde și-a înființat atelierul. A pictat fresce pentru Villa Rinaldi Barbini (1705–07). Pentru Basilica di San Lorenzo din Verolanuova, Celesti a pictat o Naștere a Fecioarei și o Adormire (c. 1707).
Printre elevii lui Andrea Celesti s-au numărat Albert Calvetti și Angelo Trevisani⁠(d). Fiul său, Stefano Celesti⁠(d), a fost și pictor.